# Borotvaélen (film, 2012)
A Borotvaélen (eredeti cím: Man on a Ledge) 2012-ben bemutatott amerikai akció-thriller, melyet Asger Leth rendezett. A főszerepet Sam Worthington, Jamie Bell, Elizabeth Banks, Edward Burns, Anthony Mackie, Génesis Rodríguez és Ed Harris alakítja.
A film forgatása New York Cityben zajlott a Roosevelt Hotel tetőterén. 2012. január 27-én jelent meg, Magyarországon a ProVideo mutatta be február 2-án.
Általánosságban negatív értékeléseket kapott a kritikusoktól. Világszerte több mint 47,5 millió dollárt gyűjtött a 42 milliós költségvetésével szemben.

## Cselekmény
Nick Cassidy egy volt zsaru, aki huszonöt év börtönbüntetést kapott egy olyan bűncselekmény miatt, amelyet nem követett el: egy gazdag, becstelen építési vállalkozó, David Englander felültette őt azzal, hogy egy hatalmas gyémánt ellopásának szerzőjeként tüntette fel, amelyet annak idején vásárolt, miközben a valóságban a gyémánt még mindig az ő birtokában van, és ő szedte be a hatalmas biztosítási kártérítést, amellyel a csőd felé vezető adósságait rendezte.
Nick kétségbeesésében kihasználja az első adandó alkalmat, az apja temetését, és megszökik. Egy hónappal a szökése után a rendőrség egy manhattani szálloda párkányán talál rá, ahol szemmel láthatóan öngyilkossági szándékkal az utcára akar ugrani. Miközben Lydia Mercer rendőrségi pszichológus megpróbálja meggyőzni a férfit, hogy hagyjon fel ezzel az őrült gesztussal, Nick bátyja minden idők legnagyobb gyémántrablását próbálja elkövetni: megtalálni a híres gyémántot Englander páncélszekrényében, amely abban az épületben található, amelyik szemben van azzal, ahol a fivére öngyilkossággal fenyegetőzik, és az öngyilkossági kísérlet csak ürügy a rendőrök figyelmének elterelésére.

## Szereplők
| Szerep                                | Színész           | Magyar hang         |
| ------------------------------------- | ----------------- | ------------------- |
| Nick Cassidy / Joe Walker             | Sam Worthington   | Széles Tamás        |
| Joey Cassidy                          | Jamie Bell        | Karácsonyi Zoltán   |
| Lydia Mercer, rendőrségi pszichológus | Elizabeth Banks   | Solecki Janka       |
| David Englander                       | Ed Harris         | Epres Attila        |
| Mike Ackerman                         | Anthony Mackie    | Barabás Kiss Zoltán |
| Angela Maria Lopez                    | Génesis Rodríguez | Kisfalvi Krisztina  |
| Genesis Rodriguez                     | Kyra Sedgwick     | Götz Anna           |
| Jack Dougherty                        | Edward Burns      | Anger Zsolt         |
| Dante Marcus                          | Titus Welliver    | Jakab Csaba         |
| Nestor                                | Felix Solis       | Orosz István        |
| szobapincér                           | William Sadler    | Csuha Lajos         |

## Megjelenés

### Bevétel
A Borotvaélen 18,6 millió dollárt termelt az Amerikai Egyesült Államokban és Kanadában, 29 millió dollárt pedig más területeken, világszerte összesen 47,6 millió dollárt gyűjtött.
A film a nyitóhétvégéjén 8 millió dollárral az ötödik helyet foglalta el a jegypénztáraknál, a második héten pedig újabb 4,4 millió dollárt ért el, ezzel a kilencedik helyre esett vissza.

### DVD és Blu-Ray
A film DVD-n és a Blu-ray-en 2012. május 29-én jelent meg az Egyesült Államokban, PG-13-as besorolással.
A Steelbook változatának nincs menüje, és ennek következtében hiányoznak a DVD és a Blu-ray kiadásokban található speciális funkciók.
A 4K UHD Blu-ray-en 2019 áprilisában jelent meg.

## Fordítás
- Ez a szócikk részben vagy egészben  a   Man on a Ledge című angol Wikipédia-szócikk fordításán alapul.  Az eredeti cikk szerkesztőit annak laptörténete sorolja fel. Ez a jelzés csupán a megfogalmazás eredetét és a szerzői jogokat jelzi, nem szolgál a cikkben szereplő információk forrásmegjelöléseként.
- Ez a szócikk részben vagy egészben  a(z)   40 carati című olasz Wikipédia-szócikk fordításán alapul.  Az eredeti cikk szerkesztőit annak laptörténete sorolja fel. Ez a jelzés csupán a megfogalmazás eredetét és a szerzői jogokat jelzi, nem szolgál a cikkben szereplő információk forrásmegjelöléseként.